# Aniba
Aniba (altägyptischer Name: Miam) war ein Dorf in Unternubien ca. 230 km südlich von Assuan und ca. 110 km nördlich des 2. Nilkataraktes. Die Gegend hatte für Unternubien relativ viel Ackerland, so dass der Ort schon früh Siedlungsschwerpunkt in Unternubien war.
Die wenigen ältesten Reste gehören zu der A-Gruppe. Im Mittleren Reich wurde hier eine ägyptische Grenzfestung errichtet. Aus etwa dieser Zeit stammt auch der hiesige, bisher größte bekannte C-Gruppe-Friedhof. Im Neuen Reich entwickelte sich der Ort zur wichtigsten Stadt in Unternubien. Hier stand der Tempel des Horus von Miam, von dem sich aber nur noch geringe Reste fanden. Außerhalb der Stadt konnten umfangreiche Nekropolen ausgegraben werden, worunter sich das dekorierte Grab des Pennut, des Vertreters des Vizekönigs von Kusch, (20. Dynastie) befindet. In der 18. Dynastie residierte hier auch der Fürst von Miam, bei dem es sich um einen nubischen Vassallenfürsten handelte, der wohl ehemalige Stammesgebiete für die Ägypter verwaltete. Auch der Vizekönig von Kusch hatte hier seinen Amtssitz, doch sind die Belege dafür nicht so eindeutig. Aniba und Sayala gehören zu den wenigen Orten in Nubien, in denen befestigte Siedlungsplätze der C-Gruppe freigelegt wurden.
Die Stadt scheint im frühen 1. Jahrtausend v. Chr. unbesiedelt gewesen zu sein, erlangte aber möglicherweise zusammen mit Qasr Ibrim in napatäischer Zeit wieder eine Bedeutung, die sie bis in die christliche Zeit behalten sollte.